# Kinect スター・ウォーズ
『Kinect スター・ウォーズ』（Kinect STAR WARS）は、映画『スター・ウォーズ・シリーズ』を題材にTerminal Realityが開発、マイクロソフトが2012年4月5日に発売したXbox 360 Kinectセンサー専用のアクションゲーム。
ルーカスアーツの公式ライセンスを受けているため、映画に登場したキャラクター、車両、ドロイド、宇宙船などが忠実に再現されている。また、音声、テキスト共に日本語にローカライズされており、台詞の吹き替えは映画と同じ声優陣による。

## ゲーム内容
Kinectセンサーによる直感的な操作で映画『スター・ウォーズ』シリーズの世界を体感できるゲームモードが5つ収録されている。
ジェダイ ディスティニー "ダークサイドの台頭"
ジェダイとなって、映画シリーズ全6作品の様々なシーンを体験できるモード。ライトセーバーやフォースによる白兵戦、乗り物によるチェイスシーン、戦闘機による宇宙戦など、多様なミッションで構成されている。
ポッドレース
映画『スター・ウォーズ エピソード1/ファントム・メナス』でアナキン・スカイウォーカーが参戦したポッドレースを楽しめるモード。両腕を前後左右に動かしてポッドをコントロールしながら、敵機への攻撃や防御を屈指してゴールを目指す。
ギャラクティック ダンス
ジャバ・ザ・ハットの玉座の間など、映画シリーズにちなんだ4つのステージで様々なキャラクターとダンスバトルができるモード。楽曲は有名なポップ・ミュージックのカヴァーで、歌詞が『スター・ウォーズ』仕様の替え歌になっている。プレイ方法は『ダンスセントラル』シリーズに近い。
ランコア ランページ
映画『スター・ウォーズ エピソード6/ジェダイの帰還』でルーク・スカイウォーカーがジャバの地下室で闘ったランコアとなって街を暴れまわるモード。住民や兵士を掴んで放り投げたり、スマッシュや衝撃波といった技を放つことができる。TIEファイターやAT-STに妨害されることもある。
デュエル オブ フェイト
ジェダイの騎士としてダークサイドとの1対1の戦いに挑む、一騎討ちに特化したモード。